# Theo Alice Ruggles Kitson
Theo Alice Ruggles Kitson (29 de janeiro de 1871 - 29 de outubro de 1932), foi uma escultora norte-americana.
Kitson nasceu em Brookline, Massachusetts, filha de Cyrus W. e Anna H. Ruggles. No início da década de 1900, ela projetou setenta e três esculturas agora localizadas em vários locais dentro do Parque Militar Nacional de Vicksburg. Predominantemente bustos e relevos de retratos homenageando os oficiais gerais de ambos os lados que lutaram lá, Kitson é o mais prolífico dos artistas ali representados. O monumento do estado de Massachusetts, dedicado em 14 de novembro de 1903, foi o primeiro monumento estadual a ser colocado e dedicado no parque. Depois que os Kitsons se separaram em 1909, ela se mudou para Farmington, onde manteve um estúdio até sua morte em 1932 em Boston, Massachusetts. Seu trabalho é destaque na Trilha da Herança Feminina de Boston.

## Feiras Mundiais
Kitson expôs na Exposição Mundial de 1893. Ela foi uma das quatro pintoras ou escultoras que exibiram mais de três obras de arte, incluindo: A New England Fisherman (1892); Sobre as Margens do Oise (1889); Retrato Busto de uma Criança Italiana (ca. 1887); e Jovem Orfeu (ca. 1890).